# Bored Generation
Bored Generation è una compilation punk del 1996 edita da Epitaph Records.

## Tracce
1. Pennywise – Don't Care/Live Fast, Die Young – 2:03
2. The Offspring – Bad Habit – 3:44
3. Daredevils – Hate You – 3:07
4. Souls of Mischief – That's When Ya Lost – 3:26
5. Rancid – Blast 'Em – 2:30
6. Helmet – Wilma's Rainbow – 3:55
7. Beastie Boys – Nervous Assistant – 0:42
8. NOFX – Drugs Are Good – 2:22
9. Casual, A Plus – That's How It Is, Pt. 2 – 3:29
10. Primus – Hellbound 17 1/2 – 2:59